# Samir Duro
Samir Duro (Konjic, 18 ottobre 1977) è un ex calciatore bosniaco, centrocampista.

## Caratteristiche tecniche
È un mediano.

## Palmarès

### Club

#### Competizioni nazionali
- Campionato bosniaco: 1

Sarajevo: 1998-1999
- Coppa di Bosnia: 2

Sarajevo: 1996-1997, 1997-1998
- Campionato sloveno: 3

Maribor: 2000-2001, 2001-2002, 2002-2003
- Coppa di Slovenia: 1

Celje: 2004-2005